# West Lealman
West Lealman es un lugar designado por el censo ubicado en el condado de Pinellas en el estado estadounidense de Florida. En el Censo de 2010 tenía una población de 15.651 habitantes y una densidad poblacional de 1.890,76 personas por km².

## Geografía
West Lealman se encuentra ubicado en las coordenadas 27°49′12″N 82°44′17″O / 27.82000, -82.73806. Según la Oficina del Censo de los Estados Unidos, West Lealman tiene una superficie total de 8.28 km², de la cual 8.11 km² corresponden a tierra firme y (1.97%) 0.16 km² es agua.

## Demografía
Según el censo de 2010, había 15.651 personas residiendo en West Lealman. La densidad de población era de 1.890,76 hab./km². De los 15.651 habitantes, West Lealman estaba compuesto por el 86.24% blancos, el 4.5% eran afroamericanos, el 0.37% eran amerindios, el 3.91% eran asiáticos, el 0.1% eran isleños del Pacífico, el 2.3% eran de otras razas y el 2.58% pertenecían a dos o más razas. Del total de la población el 8.33% eran hispanos o latinos de cualquier raza.